# Хайнеке, Лотар
Лотар Хайнеке (нем. Lothar Heinecke; 30 марта 1933, Чорневиц, округ Виттенберг — 21 февраля 1985) — в 1972—1985 годах начальник по боевой подготовке и заместитель командующего фольксмарине, контр-адмирал (1974).

## Биография
Из семьи служащего железной дороги. После окончания восьмиклассной школы учился в 1947—1950 годах по специальности слесарь. В сентябре 1950 года поступил в Школу Морской полиции в Парове (Seepolizeischule Parow), которая позже была преобразована во флотскую школу им. Вальтера Штеффенса (Flottenschule Walter Steffens). В том же году стал членом СЕПГ. В 1952—1954 годах был командирован на специальные военно-морские курсы в Советский Союз. После своего возвращения в ГДР до 1956 года служил в подотделе по боевой подготовке в береговом районе Зассниц (Küstenabschnitt Sassnitz). В 1956—1958 годах служил в 4-й флотилии в Варнемюнде. В 1959—1962 годах проходил обучение в Военно-морской академии им. К. Е. Ворошилова в Ленинграде. После своего возвращения в ГДР Хайнеке был назначен на должность командира бригады охранения в 4-ю флотилию (Chef der Sicherungsbrigade der 4. Flottille), а через некоторое время получил под своё командование бригаду лёгких торпедных катеров в составе 6-й флотилии, базировавшейся на остров Рюген (Chef der Leichten Torpedo-Schnellbootbrigade der 6. Flottille). В 1963—1964 годах Хайнеке служил начальником штаба и заместителем командира 6-й флотилии фольксмарине. С 1 декабря 1964 года по 31 августа 1970 года фрегатен-капитан Хайнеке командовал 1-й флотилией Фольксмарине, базировавшейся на остров Узедом.7 октября 1969 года, в рамках празднования 20-летия образования ГДР Хайнеке получил звание капитана цур Зее. В 1970—1972 годах служил заместителем начальника штаба фольксмарине по боевой подготовке (Stellvertretender Chef des Stabes für Ausbildung der Volksmarine). С 1 декабря 1972 года по 21 февраля 1985 года занимал должность начальника по боевой подготовке и заместителя командующего фольксмарине (Stellvertreter des Chefs und Chef Ausbildungs). 1 марта 1974 года получил звание контр-адмирала.

## Избранные награды
- Орден «За заслуги перед Отечеством» в бронзе;
- Военный орден «За заслуги перед народом и Отечеством» в золоте.

## Воинские звания
- капитан цур Зее — 7 октября 1969 года;
- контр-адмирал — 1 марта 1974 года.